# 왕립창기병대
왕립창기병대(The Royal Lancers)는 영국 육군의 기병연대이다. 2015년 5월 2일 여왕의 왕립창기병대와 제9/제12왕립창기병대가 통합되어 만들어졌다. 제12기갑보병여단의 수색연대를 맡고 있다. 